# 魔法キッズ ないしょのクルミラ!
『魔法キッズないしょのクルミラ!』（まほうキッズないしょのクルミラ）は、玉井たけしによる漫画作品。『月刊コロコロコミック』 誌上において2002年2月から11月号まで連載されていた。
作者の『コロコロ』での連載作品としては唯一、最終回と言える話が描かれていない（最終回は普通のエピソードであった）。また、単行本も発売されなかった。

## あらすじ
魔法を使える少年ミチルが魔法を使っていつもパニックを起こす。物語の中盤からは、ミチルからピエールに主人公が変わった。

## 登場人物
ミチル
物語序盤の主人公。魔法使いと人間のハーフで、魔法は一応使えるが使いこなせていない。魔法使いであることがバレると母親とともに全身うんこになってしまう。常識はあるが魔法を上手く操れず思わぬ事態に発展してしまう。杖代わりに傘を使って魔法を使用する。
ピエールが主人公になってからはツッコミ役に徹するようになり、次第に魔法も使わなくなった。
ピエール
物語中盤 - 終盤の主人公。ミチルのいとこで近所の友達を石化・宇宙へ放り出してしまいミチルの家に預けられた。ポーカーフェイスで、常に鼻水をたらしている。ミチルと違い常識はずれの行動が多い。ミチルと違い魔法には杖を使用する(が、大抵は杖なしで魔法を使う)。
ミチルの母
ミチルの母親。スポーツ万能。魔法使いらしくホウキを持ち歩いている。
ミチルの父
ミチルの父親。ミチルと母が魔法使いだということを知らない。普通の人間なので家族の中で唯一魔法が使えない。母親と違い運動音痴でピエールの魔法により先祖代々運動が筋金入りの苦手だったことが判明した。